# (22148) Francislee
(22148) Francislee (2000 WH46) – planetoida z pasa głównego asteroid okrążająca Słońce w ciągu 4,48 lat w średniej odległości 2,72 j.a. Odkryta 21 listopada 2000 roku.